# Mount Balfour, Alberta
Mount Balfour är ett berg i Kanada.   Det ligger i provinsen Alberta, i den centrala delen av landet, 3 000 km väster om huvudstaden Ottawa. Toppen på Mount Balfour är 3 284 meter över havet.
Terrängen runt Mount Balfour är bergig söderut, men norrut är den kuperad.Trakten runt Mount Balfour är nära nog obefolkad, med mindre än två invånare per kvadratkilometer.. Det finns inga samhällen i närheten. 
Trakten runt Mount Balfour är permanent täckt av is och snö.